# Mettur
Mettur är en ort i Indien.   Den ligger i distriktet Salem och delstaten Tamil Nadu, i den södra delen av landet, 1 900 km söder om huvudstaden New Delhi. Mettur ligger 205 meter över havet och antalet invånare är 56 743.
Terrängen runt Mettur är varierad. Runt Mettur är det tätbefolkat, med 530 invånare per kvadratkilometer. Mettur är det största samhället i trakten. Omgivningarna runt Mettur är en mosaik av jordbruksmark och naturlig växtlighet.